# جون د. أنتوني
جون د. أنتوني (بالإنجليزية: John D. Anthony)‏ هو سياسي أمريكي، ولد في 13 أبريل 1976 في شيكاغو في الولايات المتحدة. حزبياً، نشط في الحزب الجمهوري. وقد انتخب عضو مجلس نواب إلينوي.